# Serrat de l'Oriol (Herba-savina)
El Serrat de l'Oriol és un serrat del terme municipal de Conca de Dalt, antigament del d'Hortoneda de la Conca, situat en terres de l'antic poble d'Herba-savina.
És al sud-est d'Herba-savina, a l'esquerra del riu de Carreu. És al nord i a sota de l'Obaga d'Herba-savina, al sud-est de la Pala de la Berruga i a ponent de la Pala de Font Freda.